# Heterophoxus affinis
Heterophoxus affinis är en kräftdjursart som först beskrevs av Edward Morell Holmes 1908.  Heterophoxus affinis ingår i släktet Heterophoxus och familjen Phoxocephalidae. Inga underarter finns listade i Catalogue of Life.